# Nanotubo de carbono

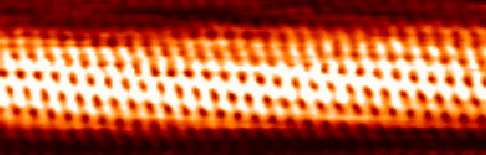
Imagen de microscopía de efecto túnel de un nanotubo de carbono de pared simple

Nanotubos de carbono de pared simple en zigzag

Un nanotubo de carbono es un tubo formado por átomos de carbono con un diámetro del orden de nanómetros (nanoescala). Es uno de los alótropos del carbono.
Los nanotubos de carbono de pared simple o monocapa tienen diámetros de entre 0,5 y 2,0 nanómetros, unas 100 000 veces más pequeños que el ancho de un cabello humano. Se pueden visualizar como láminas bidimensionales de grafeno enrolladas para formar un cilindro hueco. Los nanotubos de carbono de pared múltiple o multicapa consisten en nanotubos de carbono de pared simple concéntricos, anidados uno dentro del otro. Esta denominación se puede usar para referirse a los nanotubos de carbono de paredes dobles y triples.
Los nanotubos de carbono pueden exhibir propiedades notables, como una resistencia a la tracción y una conductividad térmica excepcionales, debidas a su nanoestructura y a la  fuerza del enlace entre los átomos de carbono. Algunas estructuras de nanotubos de carbono exhiben una alta conductividad eléctrica, mientras que otras son semiconductoras. Además, pueden modificarse químicamente. Estas propiedades son de interés en muchas áreas de la tecnología, como la electrónica, la óptica, los materiales compuestos (que reemplazan o complementan las fibras de carbono), la nanotecnología y otras aplicaciones en la ciencia de materiales.
En 1993, Iijima e Ichihashi en NEC y Bethune et al. en IBM  descubrieron de forma independiente  que la covaporización de carbono y metales de transición como el hierro y el cobalto podía catalizar específicamente la formación de nanotubos de carbono de pared simple. Este descubrimiento dio lugar a investigaciones que lograron aumentar considerablemente la eficiencia de la técnica de producción catalítica, así como a una explosión de estudios para caracterizar y encontrar aplicaciones para esta forma de carbono.

## Nomenclatura
No hay consenso generalizado en la literatura científica para la denominación de las distintas variedades de nanotubos de carbono. En las publicaciones en inglés, las moléculas se designan a menudo por sus siglas: así, los nanotubos de carbono en general se denominan CNT (carbon nano-tubes); los nanotubos de pared simple, se llaman SWCNT (simple wall/simple walled carbon nano-tubes) o SWNT —omitiendo la C de carbon— y los de pared múltiple se abrevian como MWNT o MWCNT; en obras en español, se pueden encontrar las siglas NTC ('nanotubos de carbono'), NTCPM ('nanotubos de carbono de pared múltiple') y NTCPS ('nanotubos de carbono de pared simple'). La Organización Internacional de Normalización utiliza «paredes simples» o «paredes múltiples» en sus papeles.

## Historia
En 2006, Marc Monthioux y Vladimir Kuznetsov publicaron en un editorial de la revista Carbon la historia del descubrimiento de los nanotubos de carbono. La identidad de los descubridores es objeto de cierta controversia. Un gran porcentaje de la literatura académica y popular atribuye el descubrimiento de tubos huecos de tamaño nanométrico compuestos de carbono grafítico a Sumio Iijima, un empleado de NEC, en 1991. Iijima publicó un artículo que tuvo mucho impacto e impulsó la investigación las aplicaciones de los nanotubos de carbono. Sin embargo, las primeras observaciones de los nanotubos de carbono datan de mucho antes: en 1952, Radushkevich y Lukyanovich publicaron imágenes claras de tubos de carbono de 50 nanómetros de diámetro en la revista Journal of Physical Chemistry Of Russia. Este artículo pasó desapercibido en gran medida, por publicarse en ruso y por el acceso limitado de los científicos occidentales a la prensa soviética durante la Guerra Fría. Monthioux y Kuznetsov mencionaron en su editorial:

El hecho es, Radushkevich y Lukyanovich (…) deberían ser acreditados por el descubrimiento de que los filamentos de carbono podían ser huecos y tener un diámetro de nanométrico, es decir, por el descubrimiento de los nanotubos de carbono.

En 1976, Morinobu Endo del CNRS sintetizó mediante una técnica de crecimiento en fase de vapor tubos huecos de láminas de grafito enrolladas. Los primeros especímenes observados se conocerían más tarde como nanotubos de carbono de pared simple o SWNT.  Endo, en su estudio inicial de las fibras de carbono, también observó un tubo hueco, extendido linealmente con caras paralelas de capas de carbono cerca del núcleo de la fibra. Esta parece ser la primera observación de nanotubos de carbono de paredes múltiples o MWCNT. Los nanotubos de carbono de paredes múltiples producidos en masa hoy se obtienen mediante un método con similitudes al desarrollado por Endo, denominado de hecho el «Endo-proceso», por reconocimiento a sus primeros trabajos y patentes. En 1979, John Abrahamson presentó un documento en la 14.ª Conferencia Bienal de Carbono en la Universidad Estatal de Pensilvania que describía los nanotubos de carbono como fibras de carbono producidas en ánodos de carbono durante una descarga de arco. Abrahamson caracterizó estas fibras y propuso una hipótesis para su crecimiento en atmósfera de nitrógeno a bajas presiones.
En 1981, un grupo de científicos soviéticos publicó los resultados de la caracterización química y estructural de nanopartículas de carbono producidas por una desproporción termocatalítica de monóxido de carbono. Usando imágenes TEM y patrones XRD, los autores sugirieron que sus «cristales tubulares multicapa de carbono» se formaban a partir de capas de grafeno enrolladas en cilindros y que las redes hexagonales de grafeno pueden adoptar varias configuraciones; ebtre ellas una conformación circular (nanotubo de sillón) y una disposición helicoidal en espiral (tubo quiral).
En 1987, Howard G. Tennent, de Hyperion Catalysis, obtuvo una patente estadounidense para la producción de «fibrillas de carbono discretas cilíndricas» con un diámetro fijo entre aproximadamente 3,5 y  70 nm, una longitud superior en dos órdenes de magnitud al diámetro, y una región exterior compuesta de múltiples capas esencialmente continuas de átomos de carbono ordenados y un núcleo interior diferenciado.
El descubrimiento de Iijima en 1991 de nanotubos de carbono de paredes múltiples en el material insoluble resultado de quemar varillas de grafito con un arco eléctrico generó un intenso interés entre la comunidad científica, al igual que la predicción independiente de Mintmire, Dunlap y White de que si se pudieran hacer nanotubos de carbono de pared simple, exhibirían propiedades conductoras notables. La investigación de nanotubos se aceleró enormemente tras los descubrimientos de Iijima e Ichihashi en NEC y Bethune et al. en IBM de métodos para producir nanotubos de carbono de pared simple mediante la adición de catalizadores de metales de transición al carbono en una descarga de arco. Tess y sus colaboradores  refinaron este método catalítico al vaporizar la combinación de carbono/metal de transición en un horno de alta temperatura, lo que mejoró enormemente el rendimiento y la pureza de los nanotubos y los consiguientes experimentos de caracterización y aplicación. La técnica de descarga de arco, conocida por producir moléculas de buckminsterfullereno  en cantidades suficientes para explorar sus propiedades, desempeñó por lo tanto un papel importante en los descubrimientos de nanotubos de paredes múltiples y simples y extendió la serie de descubrimientos fortuitos relacionados con los fullerenos.
En 2020, la excavación arqueológica de Keezhadi en Tamil Nadu, India, desveló cerámicas de unos 2500 años de antigüedad cuyos revestimientos parecen contener nanotubos de carbono. Las sólidas propiedades mecánicas de los nanotubos podrían haber contribuido a la conservación de los recubrimientos durante tantos años.

## Estructura de los nanotubos de pared simple
La estructura de un nanotubo de carbono ideal (infinitamente largo) de pared simple es la de una red hexagonal regular dispuesta sobre una superficie cilíndrica infinita, cuyos vértices son las posiciones de los átomos de carbono. Dado que la longitud de los enlaces carbono-carbono es más o menos fija, el diámetro del cilindro y las posiciones de los átomos sobre él no son arbitrarios, sino que están restringidos a ciertos valores.
Para caracterizar la estructura de los nanotubos, se define un traza en zigzag en una red hexagonal similar a la del grafeno como un camino que gira 60°, alternando a la izquierda y a la derecha, después de atravesar cada enlace. Por convención,  se denomina «camino de sillón» al que describe dos giros a la izquierda seguidos de dos giros a la derecha cada cuatro pasos. En algunos nanotubos de carbono, se puede trazar un camino cerrado en zigzag que rodee el tubo, y se clasifica al tubo como de tipo o configuración en zigzag, o simplemente como un «nanotubo en zigzag». Si, en cambio, la traza alrededor del tubo es camino de sillón cerrado, se dice que es del tipo sillón o un «nanotubo de sillón». Los nanotubos infinitos de tipo zigzag o sillón consisten enteramente en caminos cerrados en zigzag o sillón, conectados entre sí.
Las configuraciones en zigzag y de sillón no son las únicas conformaciones que puede adoptar un nanotubo de pared simple; la estructura de un tubo infinitamente largo, se puede representar como secciones imaginarias formadas mediante un corte paralelo a su eje que atraviesa un átomo A; las secciones se superponen sobre la estructura formada por una hoja plana grafeno de modo que los átomos y enlaces coincidan. Las dos mitades del átomo A se ubican en los bordes opuestos de la tira, sobre los átomos A1 y A2 del grafeno. La línea de A1 a A2 corresponde a la circunferencia del cilindro que atraviesa el átomo A, y es perpendicular a los bordes del corte. En la red de grafeno, los átomos se pueden dividir en dos clases, dependiendo de las direcciones de sus tres enlaces. En la mitad de los átomos, sus tres enlaces están orientados de la misma manera, mientras que en la otra mitad los enlaces están girados 180°. Los átomos A1 y A2, que corresponden al mismo átomo A en el cilindro, deben ser de la misma clase. De ello se deduce que la circunferencia del tubo y el ángulo de la sección dependen de las longitudes y direcciones de las líneas que conectan pares de átomos de grafeno de la misma clase.
Sean {\displaystyle \mathbf {u} } y {\displaystyle \mathbf {v} } dos vectores linealmente independientes que conectan el átomo de grafeno A1 con sus dos átomos más cercanos con las mismas direcciones de enlace. Es decir, si se nombre a los carbonos dispuestos consecutivamente alrededor de una celda de grafeno como C1 - C6, entonces {\displaystyle \mathbf {u} } es el vector entre C1 y C3 y {\displaystyle \mathbf {v} } el vector entre C1 y C5. Entonces, para cualquier otro átomo A2 con la misma clase que A1, el vector de A1 a A2 se puede escribir como una combinación lineal {\displaystyle n\mathbf {u} +m\mathbf {v} }, donde {\displaystyle n} y {\displaystyle m} son números enteros. Y, a la inversa, cada par de números enteros ({\displaystyle n},{\displaystyle m}) define una posible posición de A2.
Dados {\displaystyle n} y {\displaystyle m}, se puede invertir la operación teórica y dibujar el vector {\displaystyle \mathbf {w} } en la red de grafeno, cortar una tira a lo largo de las líneas perpendiculares a {\displaystyle \mathbf {w} } a través de sus extremos A1 y A2, y enrollar la tira como un cilindro que junte los dos puntos. Si esta construcción se aplica a un par (k ,0), el resultado es un nanotubo en zigzag, con caminos cerrados en zigzag de 2 k átomos. Si se aplica a un par ( k, k ), se obtiene un tubo de sillón, con caminos de sillón cerrados de 4 k átomos.

## Tipos
La estructura del nanotubo no cambia si la tira se gira 60° en el sentido de las agujas del reloj alrededor de A1 antes de aplicar la reconstrucción hipotética descrita anteriormente. Tal rotación cambia el par ({\displaystyle n},{\displaystyle m}) al par ({\displaystyle -2m},{\displaystyle n+m}). De ello se deduce que muchas de las posibles posiciones de A2 con respecto a A1, es decir, muchos pares ({\displaystyle n},{\displaystyle m}), corresponden a la misma disposición de átomos en el nanotubo. Ese es el caso, por ejemplo, de los seis pares (1,2), (-2,3), (-3,1), (-1,-2), (2,-3) y (3 ,-1). En particular, los pares ( k ,0) y (0, k ) describen la misma geometría del nanotubo. Esta redundancia se puede evitar considerando sólo pares ({\displaystyle n},{\displaystyle m}) tales que {\displaystyle n>} 0 y {\displaystyle m\geq } 0; es decir, donde la dirección del vector {\displaystyle {\bf {w}}} se encuentre entre las de {\displaystyle {\bf {u}}} (inclusive) y {\displaystyle {\bf {v}}} (exclusive). Se puede verificar que todo nanotubo tiene exactamente un par ({\displaystyle n},{\displaystyle m}) que cumple esas condiciones, al que se denomina «tipo de tubo». 
Dos nanotubos pertenecen al mismo tipo si, y solo si, coincididen exactamente con el otro trans una rotación y traslación. En lugar del tipo ({\displaystyle n},{\displaystyle m}), la estructura de un nanotubo de carbono se puede especificar con la longitud del vector {\displaystyle {\bf {w}}} (es decir, la circunferencia del nanotubo) y el ángulo {\displaystyle \alpha } entre las direcciones {\displaystyle {\bf {u}}} y {\displaystyle {\bf {v}}}, comprendido entre 0 (inclusive) y 60° (exclusive) en el sentido de las agujas del reloj. Si el diagrama se dibuja con {\displaystyle {\bf {u}}} horizontal, {\displaystyle \alpha } define la inclinación de la tira con respecto de la vertical.

### Quiralidad y simetría especular
Un nanotubo es quiral si es de tipo ({\displaystyle n},{\displaystyle m}) con {\displaystyle m>0} y {\displaystyle m\neq n}; su enantiómero (imagen especular) es del tipo ({\displaystyle m},{\displaystyle n}). Los únicos tipos de nanotubos que son aquirales son los tubos de configuración en zigzag (k,0) y los tubos de configuración de sillón (k,k). Puesto que los enantiómeros tienen la misma estructura, se pueden considerar solo los tipos ({\displaystyle n},{\displaystyle m}) con {\displaystyle 0\leq m\leq n} y {\displaystyle n>0}. El ángulo {\displaystyle \alpha } entre {\displaystyle {\bf {u}}} y {\displaystyle {\bf {w}}}, que puede adoptar valores entre 0 y 30°, se denomina «ángulo quiral» del nanotubo.

### Circunferencia y diámetro
A partir de {\displaystyle n} y {\displaystyle m} se puede calcular la circunferencia {\displaystyle c}, que es la longitud del vector {\displaystyle {\bf {w}}}:
{\displaystyle c=\left|{\boldsymbol {u}}\right|{\sqrt {(n^{2}+nm+m^{2})}}\approx 246{\sqrt {((n+m)^{2}-nm)}}} (en picómetros)
El diámetro {\displaystyle d} del tubo es {\displaystyle c/\pi }:
{\displaystyle d\approx 78.3{\sqrt {((n+m)^{2}-nm)}}} (en picómetros)
Estas fórmulas son solo aproximaciones, especialmente para {\displaystyle n} y {\displaystyle m} pequeños donde los enlaces están tensos; tampoco tienen en cuenta el espesor de la pared.
El ángulo {\displaystyle \alpha } entre {\displaystyle {\bf {u}}} y {\displaystyle {\bf {w}}} y la circunferencia {\displaystyle c} están relacionados con los índices {\displaystyle n} y {\displaystyle m} por:
{\displaystyle \alpha \;=\;\arg(n+m/2,\,m{\sqrt {3}}/2)\;=\;\mathop {\mathrm {arc} } \cos {\frac {n+m/2}{c}}}
donde {\displaystyle \arg(x,y)} es el ángulo en el sentido de las agujas del reloj entre la horizontal y el vector de coordenadas {\displaystyle (x,y)}. A su vez, dados {\displaystyle c} y {\displaystyle \alpha }, se puede obtener el tipo {\displaystyle (n,m)} mediante las fórmulas:
{\displaystyle m={\frac {2c}{\sqrt {3}}}\sin \alpha \quad \quad n=c\cos \alpha -{\frac {m}{2}}}
que deben dar como resultado números enteros.

## Límites físicos

### Diámetro
Si los índices {\displaystyle n} y {\displaystyle m} tienen valores extremadamente bajos, la estructura de la molécula no es tubular y en varios casos ni siquiera es estable. Por ejemplo, la estructura definida por el par (1,0), del tipo zigzag, es simplemente una cadena de carbonos; tal molécula existe en realidad: se denomina carbino y comparte algunas propiedades con los nanotubos —como la  hibridación orbital y una alta resistencia a la tracción, entre otras—, pero no tiene un espacio hueco en su interior  y es posible que no se pueda sintetizar como una fase condensada. El par (2,0) produciría teóricamente una cadena de cuatro anillos fusionados; y (1,1), del tipo de sillón consistiría en una cadena de cuatro anillos biconectados. Estas estructuras no se han observado experimentalmente.
El nanotubo de carbono más delgado observado es la estructura de sillón con tipo (2,2), que tiene un diámetro de 0.3 nm. Este nanotubo se cultivó dentro de un nanotubo de carbono de paredes múltiples. La asignación del tipo de nanotubo se realizó mediante una combinación de métodos de microscopía electrónica de transmisión de alta resolución (HRTEM), espectroscopía Raman y teoría del funcional de la densidad (DFT).
El nanotubo de carbono de pared simple más delgado aislado como una molécula independiente tiene aproximadamente 0,43 nm de diámetro. Se ha sugerido que puede ser de tipo (5,1) o (4,2). Nanotubos de carbono de tipos (3,3), (4,3) y (5,1), con diámetros de aproximadamente 0,4 nm, se identificaron sin ambigüedades utilizando microscopía electrónica de transmisión de alta resolución.

### Longitud

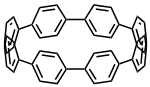
cicloparafenileno

Los nanotubos de carbono más largos observados a fecha de 2013 tenían una longitud de unos 0,5 m. Estos nanotubos se cultivaron en sustratos de silicio utilizando un método mejorado de deposición química de vapor (CVD) y forman matrices eléctricamente uniformes de nanotubos de carbono de pared simple. 
Se considera que el nanotubo de carbono más corto es el compuesto orgánico cicloparafenileno, sintetizado en 2008 por Ramesh Jasti. Desde entonces, se han sintetizado otras moléculas pequeñas formadas por nanotubos de carbono.

### Densidad
Los nanotubos de densidad más alta se obtuvieron en 2013, por cultivo sobre una superficie de cobre recubierta de titanio recubierta con los cocatalizadores cobalto y molibdeno a temperaturas inferiores a las típicas de 450 °C estos tubos alcanzaron una longitud media de 380 nm y una densidad de 1,6 g·cm −3. El material exhibió conductividad óhmica, con una resistencia mínima de ~22 kΩ.

## Morfología

### Nanotubos de pared múltiple

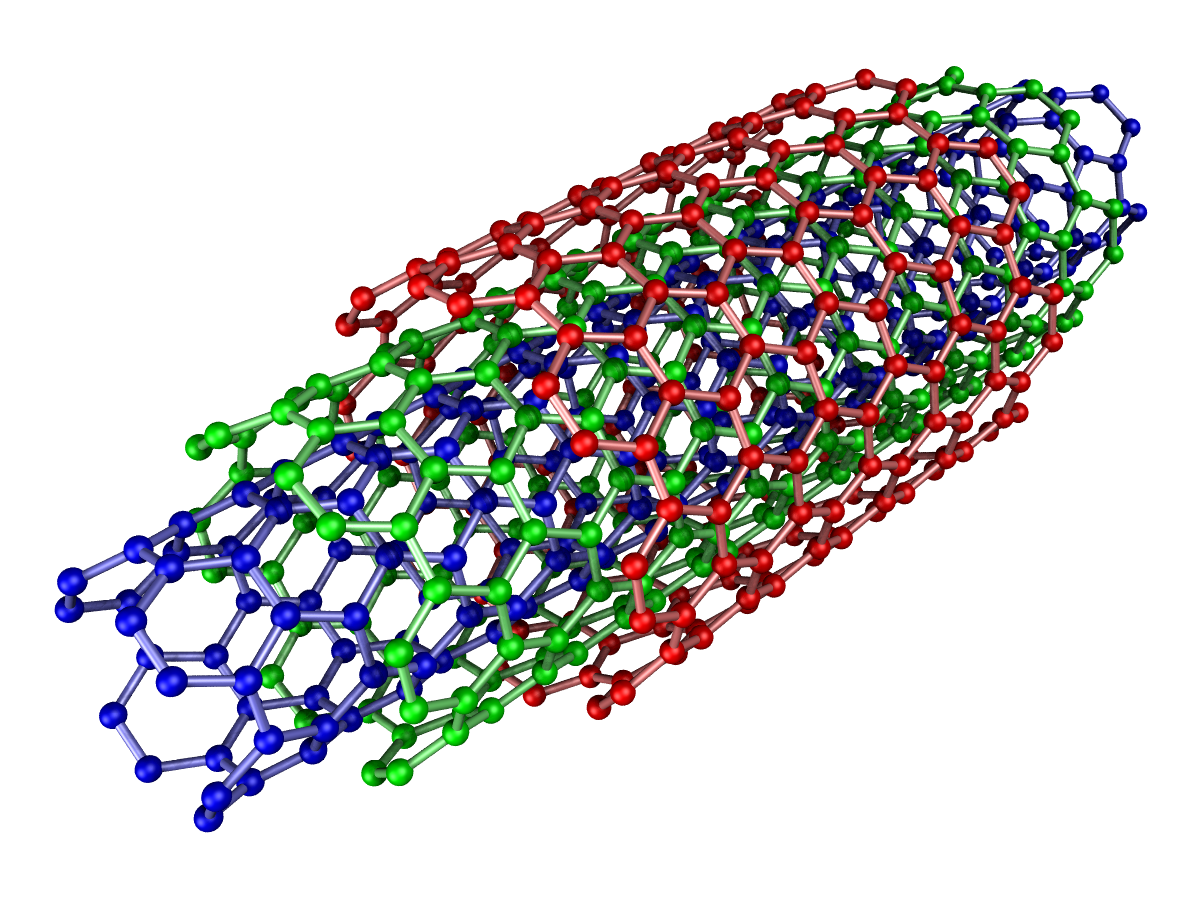
Nanotubo de carbono de triple pared

Los nanotubos de pared múltiple consisten en varios tubos de grafeno concéntricos. La distancia entre capas en tubos de pared múltiple es más o menos la distancia entre los capas de grafeno en el grafito, aproximadamente 3.4 Å. Los nanotubos de pared múltiple pueden adoptar dos estructuras diferentes, caracterizadas por sendos modelos. El modelo de «rollo» describe una capa simple enrollada sobre sí misma. En el modelo «matrioshka», el más común, las capas de grafeno se disponen en cilindros concéntricos; por ejemplo, un nanotubo de pared simple (0,8) dentro de un nanotubo de mayor tamaño (0,17). Los tubos componentes pueden ser metálicos o superconductores. Debido a cuestiones de probabilidad estadística y restricciones en el diámetro de los tubos concéntricos, la estructura completa en un metal con una banda prohibida igual a cero.
Los nanotubos de carbono de pared doble son especialmente interesantes, porque su morfología y propiedades son similares a las de los nanotubos de pared simple, pero son más resistentes a los ataques químicos; esta propiedad es importante para añadir grupos funcionales en la superficie de los nanotubos para dotarlos de diferentes propiedades. En los tubos de pared simple, este proceso destruye enlaces dobles, deja «agujeros» en el nanotubo y provoca modificaciones indeseadas de sus propiedades eléctricas y mecánicas. En los nanotubos de pared doble, solo la capa externa se ve afectada. La síntesis a gran escala (gramos) de nanotubos de pared doble mediante la técnica CCVD se introdujo en p 2003 a partir de la reducción selectiva de soluciones de óxido en metano e hidrógeno.
La capacidad de movimiento telescópico de las capas internas de los nanotubos de pared múltiple, junto con sus propiedades mecánicas únicas, podrían propiciar su  uso como brazos móviles en dispositivos nanomecánicos. La fuerza de retracción que se produce en el movimiento telescópico es causada por la interacción de Lennard-Jones entre las paredes del nanotubo, y su valor es de aproximadamente 1,5 nN.

### Uniones y entrecruzamientos

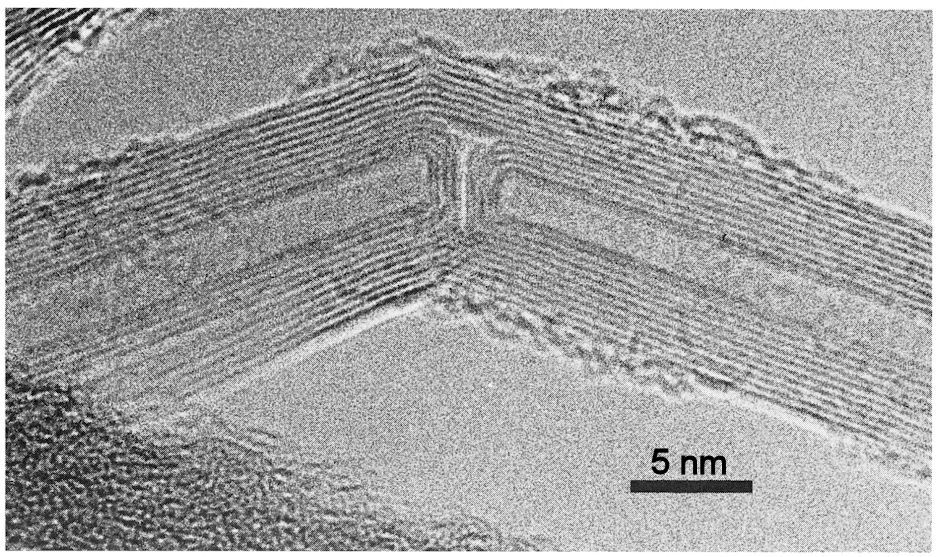
Imagen de microscopio electrónico de transmisión de una unión de nanotubos de carbono

Las uniones entre dos o más nanotubos han sido objeto de discusiones teóricas, y se observan con bastante frecuencia en muestras preparadas por descarga de arco así como por deposición química de vapor. Lambin et al. analizaron las propiedades electrónicas teóricas de tales uniones y señalaron que una conexión entre un tubo metálico y uno semiconductor representaría una heterounión a nanoescala, que podría formar parte de un circuito electrónico basado en nanotubos.
Las uniones entre nanotubos y grafeno se han estudiado tanto teóricamente como experimentalmente, y forman la base del grafeno en pilares, en el que las láminas de grafeno paralelas están separadas por nanotubos cortos. El grafeno en pilares representa una clase de arquitecturas tridimensionales de nanotubos de carbono.

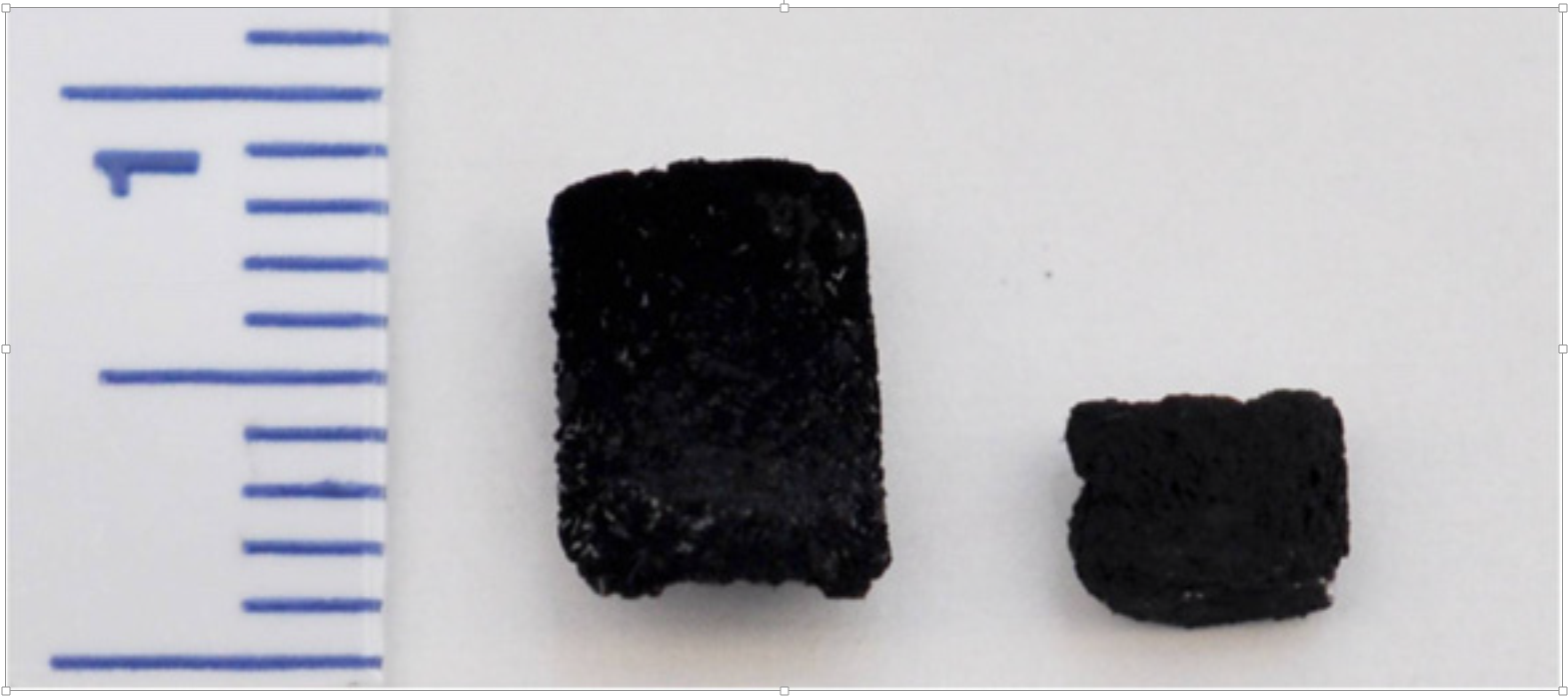
Estructuras tridimensionales de carbono

Recientemente, varios estudios han destacado la posibilidad de utilizar nanotubos de carbono como bloques de construcción para dispositivos macroscópicos (mayores de 100 nm) tridimensionales de carbono. Lalwani et al. publicaron un nuevo método de reticulación térmica iniciada por radicales para fabricar estructuras macroscópicas porosas de carbono utilizando nanotubos de carbono de pared simple y múltiple como bloques de construcción. Estas estructuras poseen poros de dimensiones macro- micro- y nanoscópicas, y la porosidad se puede adaptar para aplicaciones específicas. Se pueden usar como dispositivos para el almacenamiento de energía, supercondensadores, transistores de emisión de campo, catálisis de alto rendimiento, dispositivos fotovoltaicos y biomédicos, implantes y sensores.

### Otras morfologías

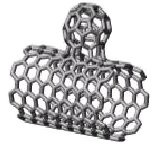
Nanobrote de carbono

Los nanobrotes o nanoyemas de carbono son un material creado en la década de los 2000, que combina nanotubos de carbono y fullerenos. Están formados por moléculas esféricas, semejantes a los fullerenos, unidas covalentemente a las paredes laterales exteriores de un nanotubo de carbono, como yemas o «brotes» en una rama. Este material híbrido combina propiedades útiles de los fullerenos y los nanotubos de carbono. Son emisores de campo excepcionalmente buenos. En materiales compuestos, las moléculas de fullereno adjuntas pueden funcionar como anclajes moleculares que evitan el deslizamiento de los nanotubos, mejorando así las propiedades mecánicas del compuesto.
Las vainas de carbono son otro material que combina fullerenos con nanotubos de carbono. En este caso, el nanotubo encapsula las moléculas de fullereno en su interior, a modo de guisantes en una vaina. Poseen propiedades magnéticas interesantes en ciertas condiciones de calentamiento e irradiación. También se pueden utilizar como un oscilador en ciertas investigaciones.
Un nanotoro es un nanotubo de carbono doblado sobre sí mismo en forma de toro (forma de 8). Los nanotoros tienen muchas propiedades únicas, como momentos magnéticos muy altos para radios específicos. El momento magnético, la estabilidad térmica y otras propiedades varían mucho según el radio del toro y el radio del tubo.
Los nanotubos de carbono también pueden combinarse con hojas de grafeno que crecen a lo largo de las paredes laterales de nanotubos de paredes múltiples. La densidad foliar puede variar en función de las condiciones de depósito —por ejemplo, la temperatura y el tiempo— entre menos de una decena de capas de grafeno hasta una estructura más gruesa, más parecida al grafito. La deposición de una alta densidad de hojas de grafeno a lo largo de los CNT alineados puede aumentar significativamente la capacidad de carga total por unidad de área nominal en comparación con otras nanoestructuras de carbono.
Los nanotubos de carbono pueden formar una estructura cuasimonodimensional semejante en forma a una pila de copas (cup-stacked nanotubes o CSCNT); al contrario de los nanotubos regulares y otras nanoestructuras de carbono, que normalmente se comportan como conductores, los CSCNT son semiconductores debido al apilamiento de las  capas de grafeno.

## Propiedades

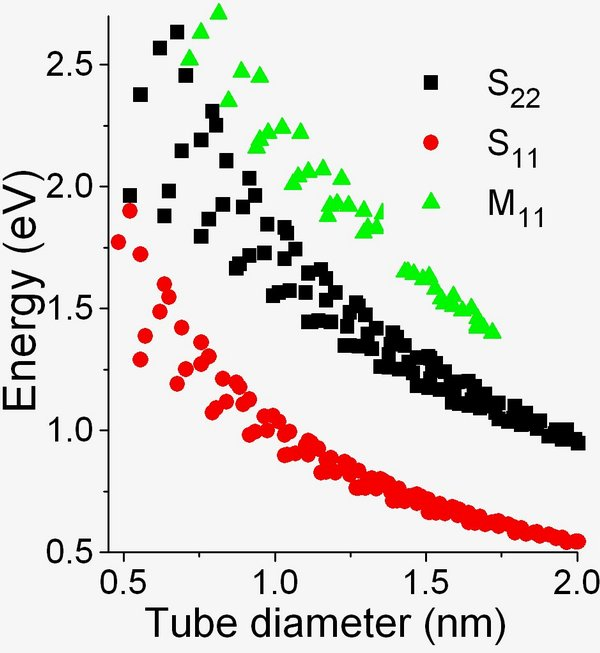
Ejemplo de gráfico de Kataura

Las propiedades mecánicas, eléctricas, ópticas y térmicas de los nanotubos de carbono de pared simple guardan más relación con la estructura del nanotubo —tipificada por los índices ({\displaystyle n},{\displaystyle m})—, que con otras propiedades geométricas: diferentes tipos de nanotubos, pueden tener propiedades radicalmente distintas. La estructura de bandas para un nanotubo de tipo ({\displaystyle n},{\displaystyle m}) puede calcularse fácilmente. En 1999, Hiromichi Kataura introdujo un gráfico basado en estos cálculos para explicar resultados experimentales. Los gráficos de Kataura relacionan el diámetro del tubo con las bandas de energía y su forma oscilante ilustra la fuerte dependencia con ({\displaystyle n},{\displaystyle m}). Por ejemplo, los nanotubos de tipos (10,1) y (8,3) tienen un diámetro muy parecido, pero el primero se asemeja a un metal y el segundo es un semiconductor.

### Propiedades mecánicas

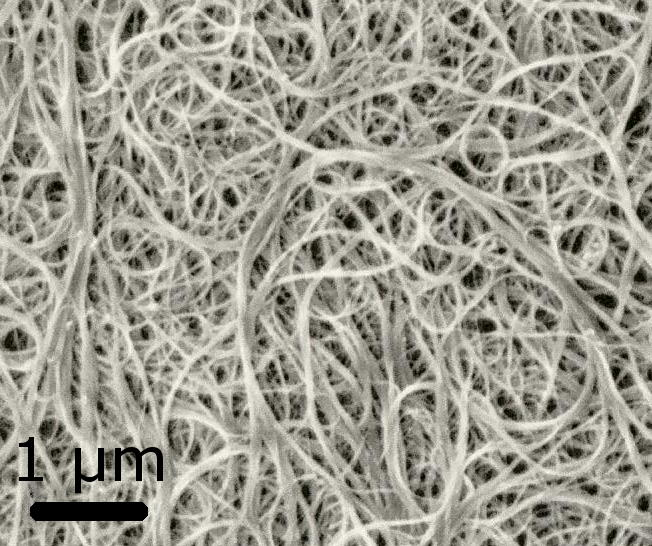
Haces de nanotubos de carbono

Los nanotubos de carbono son las moléculas más fuertes y rígidas descubiertas hasta ahora en términos de resistencia a la tracción y módulo elástico. Estas propiedades mecánicas provienen de la robustez de los enlaces sp2 covalentes formados entre los átomos de carbono individuales. En 2000, se obtuvo un valor de 63 GPa para la tensión de rotura de un nanotubo de carbono de paredes múltiples; esto significa que un cable de 1 mm2 de sección transversal podría soportar un peso de 6422 kg. Otros estudios, entre ellos uno realizado en 2008, revelaron que los nanotubos aislados tienen una resistencia a la tracción de unos 100 GPa, consistente con las predicciones de los modelos cuánticos y atomísticos. Dada la baja densidad los nanotubos de carbono —entre 1,3 y 1,4 g/cm3—, su fuerza específica de hasta 48 000 kN·m·kg−1 es la más alta de los materiales conocidos; como comparación, el valor equivalente para el acero de alto contenido en carbono es de 154 kN·m·kg−1.
Aunque la resistencia de los nanotubos simples es extremadamente alta, las débiles interacciones entre los tubos adyacentes conllevan una reducción significativa de la resistencia efectiva de los nanotubos de carbono de pared múltiple y los haces de nanotubos, que puede alcanzar solo unos pocos GPa. La irradiación por electrones de alta energía, que crea conexiones entre la superficie y los tubos internos aumenta la resistencia de estos materiales hasta alrededor de 60 GPa para nanotubos de carbono de paredes múltiples, y unos 17 GPa para haces de nanotubos de pared doble.
Por otro lado, los nanotubos no muestran tanta resistencia a la compresión: debido a su estructura hueca y la alta razón entre su longitud y su anchura, tienden a colapsarse bajo fuerzas de compresión, torsión o flexión. También son bastante blandos en la dirección radial e incluso las fuerzas de Van der Waals entre dos nanotubos adyacentes pueden deformarlos. Varios grupos han realizado nanoindentaciones con un microscopio de fuerza atómica y utilizado microscopía de fuerza atómica de contacto para medir la elasticidad radial de los nanotubos de carbono de pared múltiple y simple respectivamente; el módulo de Young obtenido es del orden de varios GPa.[cita requerida]

### Propiedades eléctricas

Estructuras de banda calculadas para los nanotubos de carbono (6,0) (zigzag, metálico), (10,2) (semiconductor) y (10,10) (sillón, metálico)

A diferencia del grafeno, que es un semimetal bidimensional, los nanotubos de carbono son pueden comportarse como metales o semiconductores a lo largo del eje tubular dependiendo de su estructura. Un nanotubo de tipo ({\displaystyle n}, {\displaystyle m}) es un metal si {\displaystyle n=m}; si {\displaystyle n-m} es un múltiplo de 3 y {\displaystyle n\neq m}, el nanotubo es un casi metal, con una banda prohibida muy pequeña; de lo contrario, el nanotubo es un semiconductor moderado. Así, todos los nanotubos de sillón son metálicos, y los nanotubos (6,4), (9,1), etc. son semiconductores. Los nanotubos de carbono no son semimetálicos porque el punto degenerado (el punto donde la banda π [enlace] se encuentra con la banda π* [anti-enlace], en el que la energía llega a cero) se aleja ligeramente del punto K en la zona de Brillouin debido a la curvatura de la superficie del tubo, lo que causa la hibridación entre las bandas de antienlace σ* y π* y la modificación de la dispersión de bandas.
Existen excepciones a regla para determinar si un nanotubo se comporta como semiconductor or metal; concretamente, la curvatura de nanotubos de pequeño diámetro influye en las propiedades eléctricas: por ejemplo, un nantotubo de tipo (5,0), que debería ser un semiconductor según la regla, es en realidad un metal. Igualmente, nanotubos en zigzag y quirales de diámetro pequeño tienen  una banda prohibida y no se comportan como metales, aunque esta excepción no se aplica a los nanotupos en sillón. 
En teoría, los nanotubos metálicos pueden conducir una densidad de corriente de 4 × 109 A/cm2, que supera a conductividad de metales como el cobre en tres órdenes de magnitud. Existe interés en el uso de los nanotubos de carbono en las interconexiones de circuitos integrados y componentes para mejorar la conductividad de materiales compuestos. Muchos grupos están intentando comercializar cable conductor compuesto de nanotubos, a pesar de los desafíos que presenta la saturación de corriente bajo voltaje, y la alta resistividad de las junturas entre nanotubos e impurezas, lo que rebaja la conductividad de los cable considerablemente con respecto a la de los nanotubos individuales en varios órdenes de magnitud.
Debido a la sección transversal del orden de nanómetros, los electrones se propagan solo a lo largo del eje de los nanotubos, por lo que se denominan «conductores unidimensionales». La conductancia eléctrica máxima de un nanotubo de carbono de pared simple es {\displaystyle 2G_{0}}, donde {\displaystyle G_{0}=2e^{2}/h} es la unidad cuántica de conductancia.
La importancia del sistema de electrones π en las propiedades electrónicas del grafeno causa efectos diferentes en el dopaje de nanotubos de carbono y semiconductores cristalinos del mismo grupo de la tabla periódica —como, por ejemplo, el silicio—. La sustitución de átomos de carbono en la pared del nanotubo por dopantes de boro o nitrógeno se realiza habitualmente mediante la deposición química de vapor y produce materiales de tipo p y tipo n respectivamente, como ocurre en el silicio. Sin embargo, algunos dopantes no sustitutivos (intercalados o adsorbidos), como los metales alcalinos y los metalocenos ricos en electrones, dan como resultado una conducción de tipo n, porque donan electrones al sistema de electrones π del nanotubo. Por el contrario, los aceptores de electrones π como el FeCl3 o los metalocenos deficientes en electrones funcionan como dopantes de tipo p porque extraen los electrones π de la parte superior de la banda de valencia.
Los defectos cristalográficos también afectan las propiedades eléctricas del nanotubo: típicamente, la conductividad disminuye a través de la región defectuosa del tubo. Los defectos en un nanotubo metálico tipo sillón tranforman las regiones circundantes en semiconductoras, y las vacantes monoatómicas individuales inducen propiedades magnéticas.
Según los resultados de algunos experimentos, los nanotubos de carbono exhiben superconductividad intrínseca, aunque en otros estudios no se han encontrado indicios de esta propiedad, que es por lo tanto objeto de debate.
En 2021, Michael Strano, profesor de ingeniería química Carbon P. Dubbs en el Instituto de Tecnología de Massachusetts, publicó los hallazgos de su grupo de investigación sobre el uso de nanotubos de carbono para crear una corriente eléctrica. Al sumergir las estructuras en un solvente orgánico, el líquido extrae electrones de las partículas de carbono. Las aplicaciones potenciales de esta tecnología incluyen la alimentación de robots a microescala o nanoescala, así como la puesta en marcha de reacciones de oxidación de alcohol, que son importantes en la industria química.

### Propiedades ópticas
Los nanotubos de carbono emiten radiación infrarroja bajo excitación eléctrica y exhiben fotoconductividad. Estas propiedades ópticas permiten su utilización como diodos emisores de luz (Led) y fotodetectores La propiedad óptica singular de los nanotubos de carbono no es la eficiencia, que todavía es relativamente baja, sino la estrecha selectividad en la longitud de onda de emisión y detección de la luz y la posibilidad de su ajuste fino mediante la modificación de la estructura de los nanotubos. Otras aplicaciones basadas en las características ópticas son los dispositivos bolométricos y de memoria optoelectrónica. La fluorescencia de nanotubos se ha investigado para su uso en detectores y sensores en el campo de la biomedicina.

### Propiedades térmicas
Los nanotubos de carbono son muy buenos conductores térmicos en la dirección del eje, exhibiendo una propiedad conocida como «conducción balística»; a la vez, son buenos aislantes en la dirección radial. Las mediciones muestran que la conductividad térmica de un nanotubo de pared simple a temperatura ambiente es de aproximadamente 3500 W·m-1·K-1 a lo largo de su eje; en comparación, un metal considerado como un  buen conductor térmico, como el cobre, transmite 385 W·m-1·K-1. En la dirección radial, la conductividad térmica del nanotubo es de alrededor de 1,52 W·m-1·K-1, similar a la del suelo. 
En los ensamblajes macroscópicos de nanotubos, como películas o fibras, se han medido hasta 1500 W·m-1·K-1. Las redes compuestas por nanotubos presentan diferentes valores de conductividad térmica, desde el nivel de aislamiento térmico con una conductividad térmica de 0,1 W·m−1·K−1 hasta valores elevados. El valor concreto depende de la presencia de impurezas, desalineaciones y otros factores. Se estima que los nanotubos de carbono son estables hasta una temperatura de 2800 °C en el vacío y alrededor de 750 °C en el aire. En contraste, los alambres metálicos en un microchip se funden a temperaturas entre los 600 y 1000 °C.  
Los defectos cristalográficos influyen fuertemente en las propiedades térmicas del tubo. Dichos defectos conducen a la dispersión de fonones, lo que a su vez aumenta la tasa de relajación de los fonones y reduce el camino libre medio y la conductividad térmica de las estructuras de nanotubos. Las simulaciones de transporte de fonones indican que los defectos de sustitución, como el nitrógeno o el boro, conducen principalmente a la dispersión de fonones ópticos de alta frecuencia. Sin embargo, los defectos a mayor escala, como los defectos de Stone-Wales, provocan la dispersión de fonones en una amplia gama de frecuencias y causan una mayor reducción de la conductividad térmica. Las propiedades térmicas de los nanotubos  también pueden modificarse encapsulando metales o gases en su interior.

## Síntesis
Existen varias técnicas para producir nanotubos en cantidades considerables, como la descarga de arco, la ablación con láser, la deposición química de vapor y la decomposición de monóxido de carbono a alta presión (HiPCO). La descarga de arco y la ablación por láser son procesos discontinuos, la deposición química de vapor se puede usar tanto para procesos discontinuos como continuos, y HiPCO es un proceso continuo en fase gaseosa. La mayoría de estos procesos tienen lugar en vacío o, en los métodos que utilizan un gas, en presencia del mismo.
La ablación láser consiste en vaporizar un blanco de grafito mediante la radiación de un pulso láser en un reactor de alta temperatura y en presencia de un gas inerte. Los nanotubos se forman cuando el grafito vaporizado entra en contacto con la superficie fría y se condensa sobre las paredes del reactor. Este procedimiento suele presentar un rendimiento típico del 70 % en peso y produce nanotubos monocapa con un diámetro que puede controlarse variando la temperatura en el interior del reactor.
La descarga de arco fue la primera técnica con la que se consiguió producir nanotibos de carbono en cantidades apreciables. El método consiste en hacer pasar una corriente eléctrica de cientos de amperios entre dos electrodos de grafito en una atmósfera de gas inerte a baja presión. La consiguiente descarga sublima el carbono de los electrodos y se generan fulerenos y nanotubos de carbono. El rendimiento típico, usando esta técnica, es del orden del 30 % en peso y los productos obtenidos son tanto nanotubos monocapa como multicapa de una longitud típica de unas 50 micras. Se puede combinar con el método de purificación por oxidación desarrollado por Ebbesen en 1994, que consiste en el calentamiento de la fullerita extraída después de la descarga a 1000 K, en una atmósfera de oxígeno durante 30 minutos.
La deposición química de vapor es muy usada, ya que tiene un rendimiento muy alto y procura cierto grado de control sobre el diámetro, la longitud y la morfología de los nonatubos. Con la ayuda de catalizadores de partículas, se pueden sintetizar grandes cantidades de nanotubos mediante esta técnica, y ya existen varias fábricas nanotubos y fibras de nanotubos en el mundo. Un problema asociado a este método es la alta variabilidad en las características de los nanotubos.
El proceso HiPCO tiene potencial para producir nanotubos de carbono más viables comercialmente.  con este método se obtienen nanotubos de carbono de pared simple de alta pureza en mayor cantidad. El reactor HiPCO opera a temperaturas de 900-1100 °C y una presión de 30-50 bar. Utiliza monóxido de carbono como fuente de carbono y pentacarbonilo de hierro o tetracarbonilo de níquel como catalizador. Estos catalizadores proporcionan un sitio de nucleación para que crezcan los nanotubos, mientras que la deposición química de vapor puede usar catalizadores más baratos basados en hierro , como el ferroceno.
La deposición de vapor térmica también se utiliza para obtener matrices de nanotubos de carbono alineados verticalmente. En este proceso, un sustrato (cuarzo, silicio, acero inoxidable, fibras de carbono, etc.) se recubre con una capa de metal catalítico, por lo general de hierro, depositada mediante pulverización con un espesor de 1 a 5 nm. A menudo, el sustrado se prepara primero con una capa de 10–50 nm de alúmina, que imparte una humectación controlable y buenas propiedades interfaciales. Para iniciar el crecimiento de nanotubos, se mezclan dos gases en el reactor. Un gas de proceso —tal como el amoníaco, el nitrógeno, el hidrógeno, etc.— y otro gas que se usa como fuente de carbono —como el acetileno, el etileno, el etanol, el metano, etc.— Cuando el sustrato se calienta a la temperatura de crecimiento (600-850 °C), la película continua de hierro se rompe en pequeñas islas donde se forman los nanotubos de carbonos. El diámetro del tubo depende del tamaño de la isla, que a su vez está determinado por el espesor de la capa del catalizador. El tiempo que la isla de metal puede permanecer a la temperatura de crecimiento es limitado, ya que son móviles y pueden fusionarse en un número menor de islas más grandes. El recocido a la temperatura de crecimiento reduce la densidad de nanotubos.
Si se genera un plasma, aplicando un intenso campo eléctrico, durante el proceso de crecimiento (conocido como deposición del vapor químico aumentada por plasma), entonces el crecimiento del nanotubo seguirá la dirección del campo eléctrico.

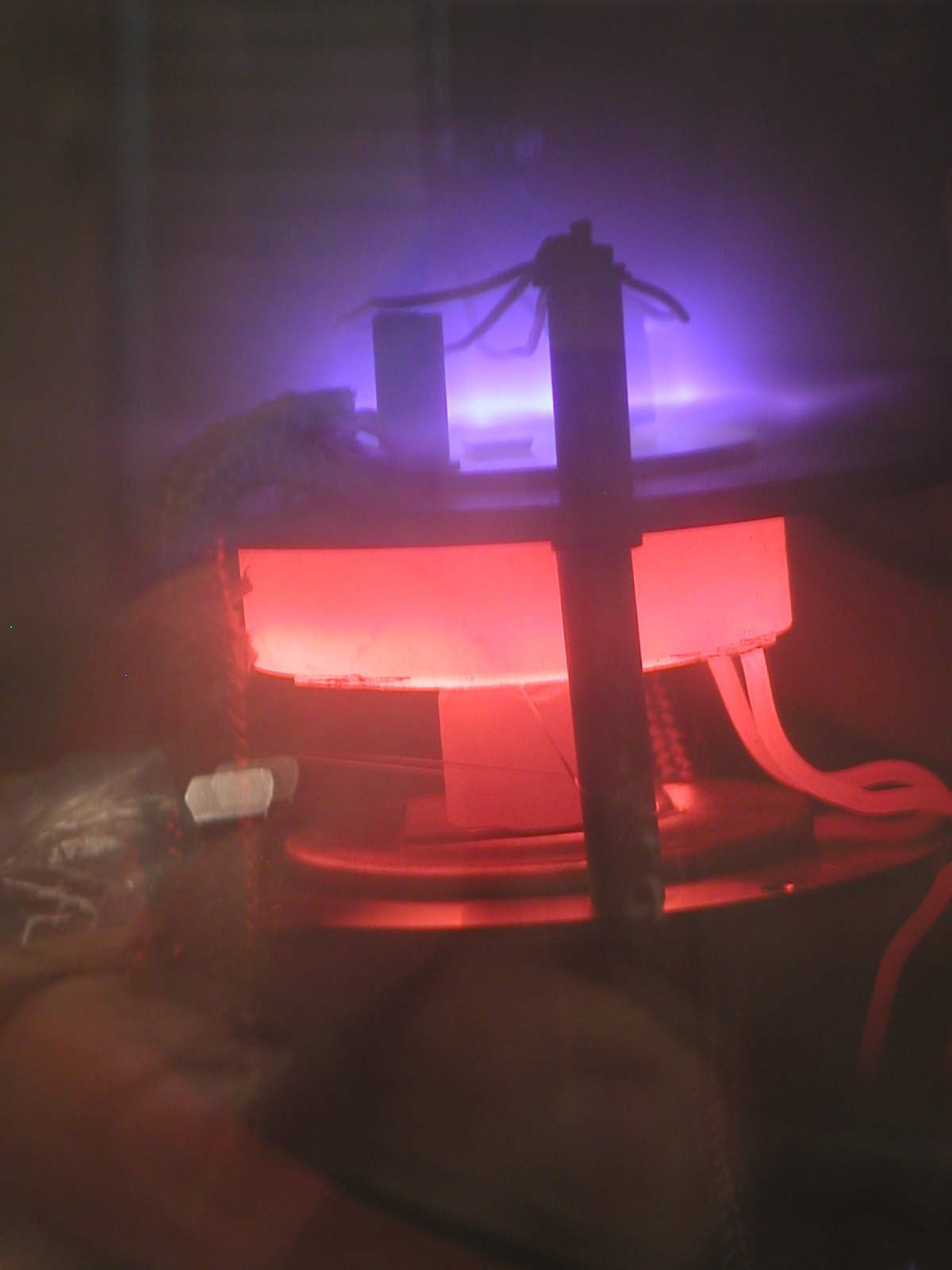
Fotografía de un reactor CVD para crecimiento de nanotubos inducidos por plasma

Los nanotubos de carbono preparados suelen presentar impurezas, como, por ejemplo, otros alótropos de carbono (carbono amorfo, fullereno, etc.) o el metal utilizado como catalizador. Estas impurezas deben eliminarse para poder utilizar los nanotubos en diversas aplicaciones.

## Modificación química
Se sabe que los nanotubos de carbono se dispersan débilmente en muchos solventes, como el agua, como consecuencia de las fuertes interacciones p-p intermoleculares. Esto dificulta su procesamiento en aplicaciones industriales. Para mejorar su estabilidad y solubilidad en agua se han desarrollado varias técnicas consistentes en la modificación de la superficie de los nanotubos. Los métodos químicos, como  la funcionalización covalente, pueden basarse en la oxidación de los nanotubos con ácidos fuertes, como el ácido sulfúrico, el ácido nítrico o una mezcla de ambos para fijar los grupos carboxílicos en la superficie de los nanotubos como producto final o para su posterior modificación por esterificación o aminación. El injerto de radicales libres es una técnica prometedora que utiliza peróxidos de alquilo o arilo, anilinas sustituidas y sales de diazonio como agentes iniciales.
El injerto de radicales libres de macromoléculas en la superficie de los nanotubos da como resultado una mejor solubilidad en comparación con los tratamientos con ácidos comunes, porque las moléculas funcionales grandes facilitan la dispersión de los nanotubos en una variedad de solventes, incluso con un bajo grado de funcionalización. En 2017 se observó la funcionalización covalente de nanotubos de carbono de pared múltiple utilizando clavos. Los nanotubos se funcionalizan en un recipiente mediante una reacción de injerto de radicales libres y se dispersan luego en agua produciendo una suspensión acuosa nanfluidica altamente estable.

## Metrología
Hay muchos estándares de metrología y materiales de referencia disponibles para los nanotubos de carbono.
Para los nanotubos de carbono de pared simple, la ISO ha establecido un método basado en la espectroscopia de absorción óptica para medir el diámetro, pureza y fracción de nanotubos metálicos, así como protocolos para caracterizar la morfología y composición elemental que utilizan la microscopía electrónica de transmisión y la microscopía electrónica de barrido respectivamente, junto con análisis de espectrometría de rayos X.
Es estándar NIST SRM 2483 es un polvo de nanotubos de carbono de pared simple utilizado como material de referencia para Análisis elemental. Se ha caracterizado mediante análisis termogravimétrico, análisis de activación de neutrones, análisis de activación de neutrones, espectroscopia de masas de plasma acoplado inductivamente, dispersión Raman resonante, espectroscopia de fluorescencia del infrarrojo cercano visible y espectroscopia de absorción, microscopia electrónica de barrido y microscopia electrónica de transmisión. El Consejo Nacional de Investigación de Canadá también ofrece un material de referencia certificado SWCNT-1 para caracterizado mediante análisis de activación de neutrones y espectroscopia de masas de plasma acoplado inductivamente. NIST RM 8281 es una mezcla de nanotubos de carbono de pared simplede tres longitudes diferentes. 
Para los nanotubos de carbono de paredes múltiples, el documento ISO/TR 10929 identifica las propiedades básicas y el contenido de impurezas, mientras que ISO/TS 11888 describe la caracterización morfológica mediante el uso de la microscopía electrónica de barrido, la microscopía electrónica de transmisión, viscosimetría y la dispersión de luz. ISO/TS 10798 también es válido para nanotubos de carbono de paredes múltiples.

## Aplicaciones

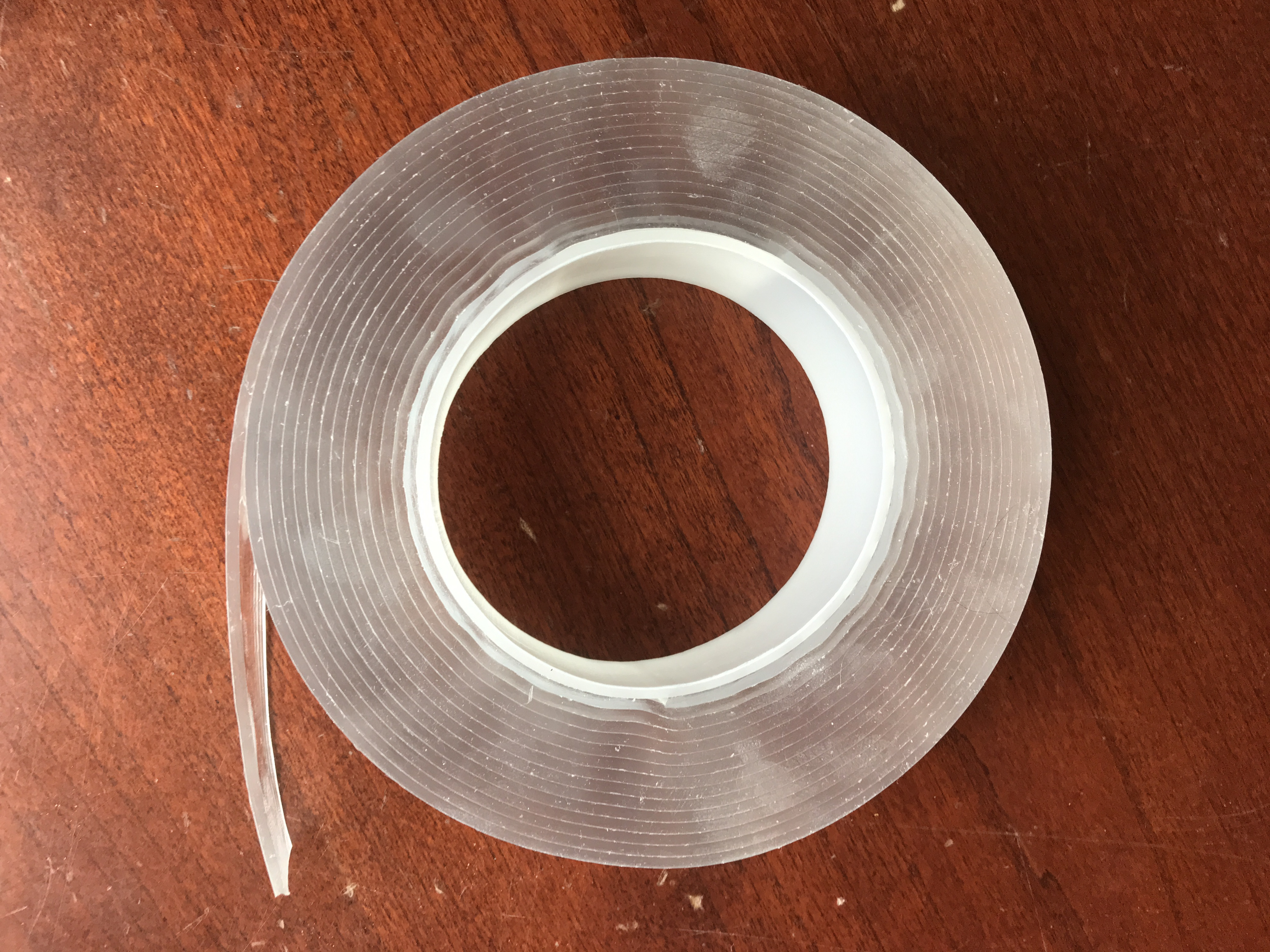
Cinta adhesiva de nanotubos de carbono

Los nanotubos de carbono se utilizan en la industria y artículos de consumo. Forman parte de componentes de batería, polímeros, y pintura negras altamente absorbentes. Existen otras aplicaciones en desarrollo, como los transistores de efecto de campo para componentes electrónicas, tejidos de alta resistencia, biosensores para usos biomédicos y agrícolas, entre otras.
A continuación se listan algunos ejemplos de uso de los nanotubos de carbono:
- En la fabricación de varios componentes de bicicletas, como los manillares planos y elevados, bielas, horquillas, tijas de sillín, potencias y manillares aerodinámicos.
- La activación química de los nanotubos de carbono para que se unan a una resina epoxi da como resultado un material compuesto entre un 20 % y un 30 % más resistente que otros materiales similares. Se utiliza para la manufactura de turbinas eólicas, pinturas marinas y una variedad de equipos deportivos como esquís, palos de hockey sobre hielo, bates de béisbol, flechas de caza y tablas de surf.[104]
- Los nanutubos de carbono son un ingrediente de la pintura negra ultraabsorbente vantablack.
- La «cinta gecko» (también llamada «cinta nano») es una cinta adhesiva de doble cara utilizada para adherir elementos ligeros, como cuadros y objetos decorativos a paredes lisas sin dejar residuos después de retirarlas.[105]
- Puntas para sondas de microscopios de fuerza atómica.[106]

Entre las aplicaciones en desarrollo se pueden destacar las siguientes:
- Usos en la electrónica como transistores de efecto de campo:[107] la primera puerta lógica intermolecular basada en nanotubos de carbono se fabricó en 2001.[108] Se han usado también en membranas para proteger chips durante el proceso de producción de circuitos electrónicos mediante litografía.[109]

- Los nanotubos de carbono alineados verticalmente pueden reemplazar al carbón activado en supercondensadores en aplicaciones para el almacenamiento de energía, por poseer una forma más regular y presentar una menor resistencia.[110]
- Utilización como andamio para diversas técnicas de microfabricación.[111]

- Disipación de energía en el ensamblaje de nanoestructuras bajo la influencia de un campo eléctrico.[112]
- En la aeronáutica, Boeing ha patentado el uso de nanotubos de carbono para monitorizar la degradación estructural de la aeronave. También se pueden utilizar para construir embarcaciones ligeras capaces de transportar grandes cargas.[113]
- En la monitorización ambiental gracias a su superficie activa y capacidad de absorción de gases.[114]
- En medicina se ha probado su uso para detectar el cáncer de páncreas.[115] En ingeniería de tejidos, los nanotubos de carbono se han utilizado como andamiaje para el crecimiento óseo.[116]
- Las fibras o filamentos formados por el hilado de nanotubos de carbono atraen mucho interés, por su fuerza y flexibilidad y por sus propiedades como material conductor de la electricidad.[117] Las propiedades electrónicas de las fibras individuales por la estructura bidimensional de los nanotubos. Las fibras presentan una resistividad de solo un orden de magnitud mayor que la de los conductores metálicos a 300 K.[118][119] Los hilos de nanotubos podrían reemplazar al cobre como material de bobinado. Por ejemplo, Pyrhönen et al. (2015) han construido un motor con fibra de nanotubos.[120]

- Obtención de láminas de grafeno mediante la apertura del nanotubo, mediante oxidación por ácido sulfúrico y permanganato de potasio o por corte con argón ionizado.[121] También se ha conseguido producir cintas de grafeno dopado con nitrógeno mediante la apertura de nanotubos rellenos de nitrógeno tras un aumento brusco de temperatura y la consiguiente expansión térmica y desenrollado de los tubos.[122]

## Riesgos para la salud
Los estudios científicos apuntan que las nanopartículas representar un mayor riesgo para la salud que otras formas de los materiales debido a la mayor superficie por unidad de masa. El aumento de la longitud y el diámetro de los nanotubos se correlaciona con una mayor toxicidad  y alteraciones patológicas en el pulmón. Las interacciones biológicas de los nanotubos no se comprenden bien y el campo está abierto a estudios toxicológicos continuos. A menudo es difícil determinar los factores causales de un efecto dado y, dado que el carbono es relativamente inerte desde el punto de vista biológico, la toxicidad atribuida a los nanotubos de carbono podría deberse en parte a la contaminación residual del catalizador metálico. Como ejemplo, se ha demostrado de manera confiable que el nanotubo de pared múltiple conocido como Mitsui-7 es cancerígeno, pero el motivo no está claro. Por otro lado, aunque los nanotubos de carbono causan inflamación pulmonar y toxicidad en ratones, la exposición a aerosoles generados por el lijado de compuestos de nanotubos de pared múltiple recubiertos con polímeros, representativos del producto tal como se encuentra en los materiales de uso habitual, no genera tal toxicidad.
Agencias como el Instituto Nacional para la Seguridad y Salud Ocupacional (NIOSH) de EE. UU. or la Agencia del Medio Ambiente Laboral sueca (Arbetsmiljöverket) han publicado boletines que detallan los peligros potenciales y el límite de exposición recomendado para las fibras y los nanotubos de carbono. El NIOSH ha determinado límites de exposición recomendados (REL) no reglamentarios de 1 μg/m3 para los nanotubos de carbono y nanofibras de carbono como la masa respirable en un promedio de 8 horas.   A partir de octubre de 2016, los nanotubos de carbono de pared simple se han registrado en las regulaciones de registro, evaluación, autorización y restricción de sustancias químicas (REACH) de la Unión Europea.